# Klassik
Klassik (Классик) è un film del 1998 diretto da Georgij Šengelija.

## Trama
Gli assi del biliardo di diverse città della Russia hanno deciso di raccogliere fondi e mettere i loro insegnanti in una villa con servizio e cibo decenti. I residenti di Smolensk, San Pietroburgo e moscoviti hanno fatto il loro lavoro. Ora il passo successivo è l'autorità della regione di Savickij.